# (4939) Scovil
(4939) Scovil – planetoida z głównego pasa planetoid okrążająca Słońce w ciągu 4,02 lat w średniej odległości 2,53 au. Odkrył ją Henri Debehogne 27 sierpnia 1986 roku w Obserwatorium La Silla. Nazwa planetoidy pochodzi od Charlesa E. Scovila (ur. 1928) – amerykańskiego astronoma amatora.